# Cadarsac
Cadarsac – miejscowość i gmina we Francji, w regionie Nowa Akwitania, w departamencie Żyronda.
Według danych na rok 1990 gminę zamieszkiwały 263 osoby, a gęstość zaludnienia wynosiła 115 osób/km² (wśród 2290 gmin Akwitanii Cadarsac plasuje się na 916. miejscu pod względem liczby ludności, natomiast pod względem powierzchni na miejscu 1560.).